# Прапор Бєлгорода
Прапор Бєлгорода — офіційний символ міста Бєлгород Бєлгородської області Російської Федерації.
Прапор затверджений 22 липня 1999 року рішенням Бєлгородського міської Ради депутатів № 321 та внесений до Державного геральдичного реєстру Російської Федерації.

## Опис
«Прямокутне полотнище з двох горизонтальних смуг: горішньої — синього кольору і нижньої — білого кольору. Відношення розмірів блакитної та білої смуг 2\3:1\3. В крижі на блакитній смузі (біля держака прапора) розташоване кольорове зображення фігур герба м. Бєлгорода — орла і лева. Ширина фігур герба становить 1/5 частину блакитної смуги. Висота фігур становить 4/5 висоти блакитної смуги».

## Символіка
Прапор розроблений на основі герба, фігури якого вперше були зображені на прапорах Бєлгородських полків в 1712 році. За однією з версій, композиція прапора символізує перемогу Росії у Великій Північній війні.

## Попередній прапор
Перший стяг міста Бєлгорода був затверджений 18 червня 1999 року рішенням Бєлгородської міської Ради депутатів № 279.
Опис прапора був таким: «Прямокутне полотнище з двох рівних горизонтальних смуг: горішньої — синього кольору і нижньої — білого кольору. В крижі на блакитній смузі (біля держака прапора) розташоване кольорове зображення фігур герба м. Бєлгорода — орла і лева. Ширина фігур герба становить 1/5 частину блакитної смуги. Висота фігур становить 4/5 висоти блакитної смуги».
22 липня 1999 року, рішенням Бєлгородської міської Ради депутатів № 304, згідно з рекомендаціями Державної Герольдії при Президентові Російської Федерації від 16 червня 1999 року № А23-2-201, затверджений малюнок прапора міста Бєлгорода, виконаний творчим колективом: професором О. Ільїним, кандидатом історичних наук О. Бердником, журналістом І. Москальовою. Зміни, зокрема, торкнулися пропорції смуг — ширина блакитної смуги збільшена з 1/2 до 2/3.
Цього ж дня, рішенням Бєлгородської міської Ради депутатів № 321, відповідні зміни внесено в Положення про прапор міста Бєлгорода.

## Історична довідка

Прапор Бєлгородського піхотного полку 1712 р.

Уперше білгородська емблема (передгерб), що зображає золотого лева і над ним орла з'явилася на ротних прапорах Бєлгородського армійського піхотного полку, виготовлених у збройній палаті 1712 року, а трохи пізніше й на прапорах Бєлгородського гарнізонного полку.
Розміщення на геральдичному щиті герба золотого лева і над ним одноголового орла імовірно пов'язане з конкретною історичною подією: участю бєлгородців у складі Бєлгородського армійського польового полку у Великій Північній війні (1700—1721).
Лев у бєлгородському гербі уособлює Швецію — зображення лева було на королівському прапорі Карла XII, а орел був зображений на прапорі царя Петра I.